# Phyllovates stolli
Phyllovates stolli är en bönsyrseart som beskrevs av Henri Saussure och Leo Zehntner 1894. Phyllovates stolli ingår i släktet Phyllovates och familjen Mantidae. Inga underarter finns listade i Catalogue of Life.